# Jacquard

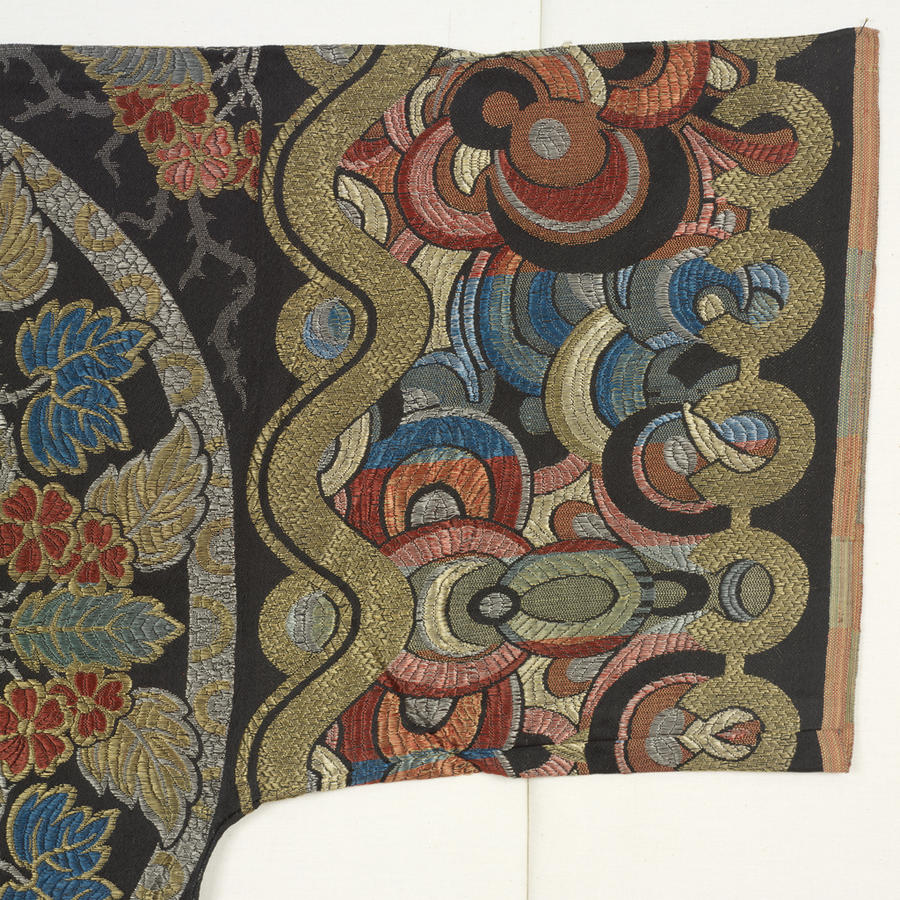
Túnica francesa de 1925 em Jacquard

Jacquard são padronagens complexas de entrelaçamento, tanto em tecelagem como em malharia em jersey duplo (no caso de jersey simples, chama-se entarcia). É tido como complexo tudo aquilo que (no caso da tecelagem em cala) teares maquinetados não conseguiriam fazer.
Foi inventado por Joseph Marie Jacquard, mecânico que produziu um sistema que, em teares de cala, selecionava fio a fio e tinha como forma de armazenamento da informação, os cartões perfurados. Isso tudo no século XVIII, muito antes do advento dos sistemas de informação como conhecemos. Obviamente em teares de cala deste tipo de acionamento não existem quadro liços e sim liços acionados individualmente (em cada liço corre um fio de urdume). Os armazenamentos hoje são desde os cartões perfurados, tambores selecionadores, memórias eletrônicas com dispositivos acionadores e correntes de elos específicos. Dentre as características mais marcantes dos tecidos em Jacquard, é a possibilidade de desenhos, com os mesmos fios de cores utilizados. Esse entrelaçamento (interlock), também garante maior durabilidade, já que a posição dos fios, o torna mais complexo e resistente, também designado por Interlock Dupla-Face (duplo jersey) Jacquard (no caso de ter desenho).
Chama-se Interlock a junção entre o jersey tricotado no cilindro com o jersey tricotado no prato, podendo ser desenhado com fios de cor, evitando assim fazer termocolagem de dois jerseys. Também é chamado de Jacquard um jersey que trabalhe não só com cores mas com acumulações de pontos.